# Народная архитектура
Народная, или вернакулярная архитектура — неперсонифицированная архитектура, формообразование которой более подчинено природным факторам, нежели вкусовым предпочтениям и модным тенденциям. Понятие относится к любой эпохе и любой культуре, включает разновидности жилых, хозяйственных построек. Сельская архитектура является хранителем традиций народной архитектуры.
В отличие от профессиональной архитектуры, народное архитектурное творчество не индивидуальное, а коллективное, воплотившее многовековой опыт поколений.

## История развития
Традиционной архитектурой для России является т. н. деревянная архитектура. Она имеет две принципиальные конструктивные системы: срубную и каркасную. В её основе лежит соответственно сруб или клеть с двух- или четырёхскатной крышей. Срубная конструкция образуется горизонтально уложенными брёвнами (венцами). В каркасной системе столбы вместе с горизонтальными тягами-ригелями образуют раму (прочность последней может усиливаться с помощью связей-раскосов), которая заполняется деревом или инертными материалами (глиной, камнем, кирпичом). Храмы перекрываются верхами из четвериков и восьмериков. До XVII века имели распространение срубные оборонительные сооружения — остроги.

## Возрождение интереса
С середины XIX века с развитием направления историзма в разных странах начали обращаться к архитектурному наследию минувших эпох, в частности, с ростом национального самосознания, к народной архитектуре. На территории Российской империи художники и архитекторы обратили взоры на древнерусское зодчество, создав русский и неорусский стили. Надеждин Николай Иванович писал:
Возьмём для примера архитектуру, которая, к сожалению, до сих пор наименее сообразна с условиями народности. Может ли сие искусство ожидать для себя новой, блистательной будущности, оставаясь закованным в чужие, заносные формы? Если скульптуре и живописи может быть дозволено подражание под известными условиями, то архитектура должна быть всегда выражением окружающей природы.

## Галерея

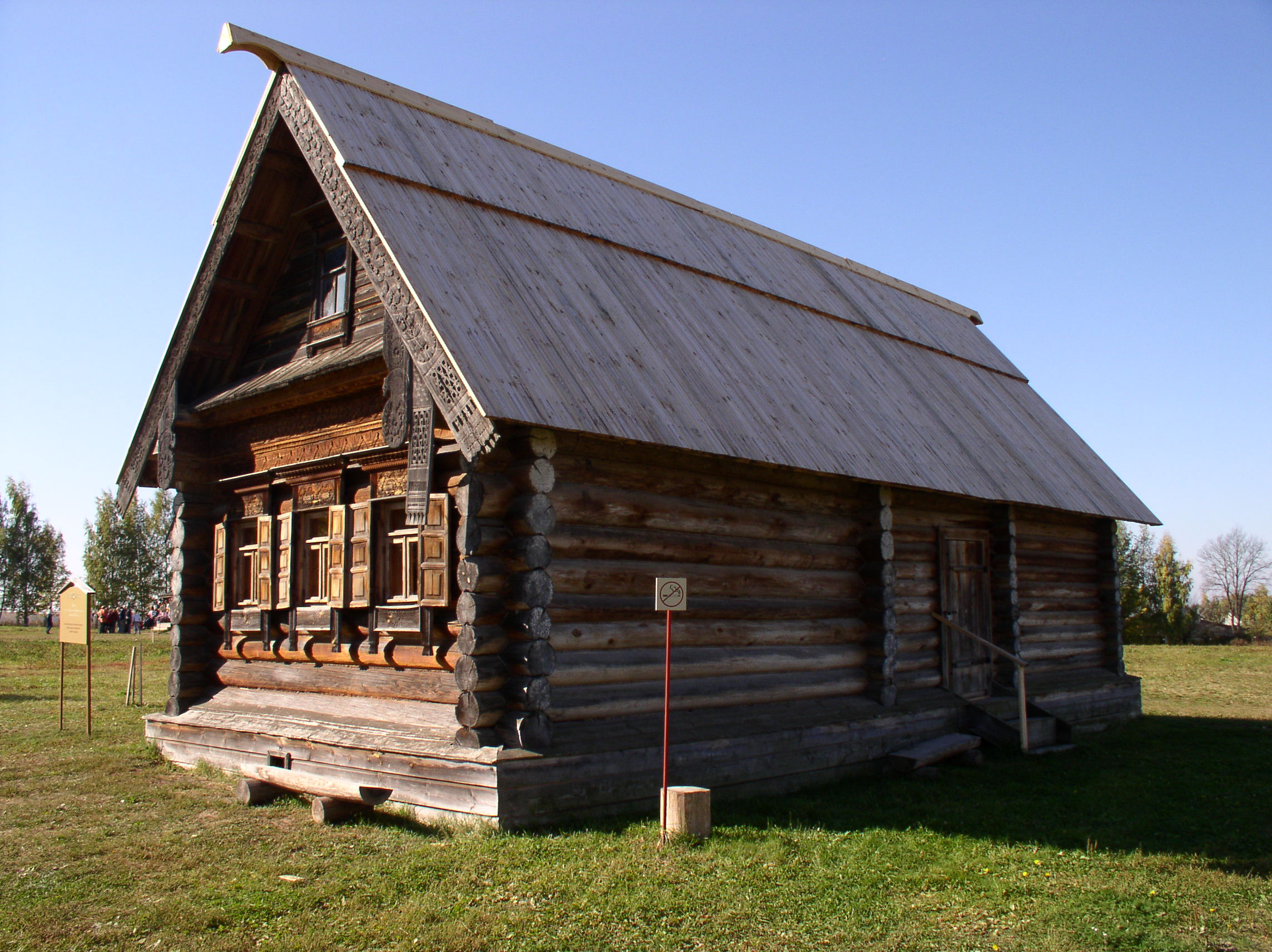
Изба -  деревянный срубный (бревенчатый) жилой дом в сельской лесистой местности на территории расселения восточных славян.
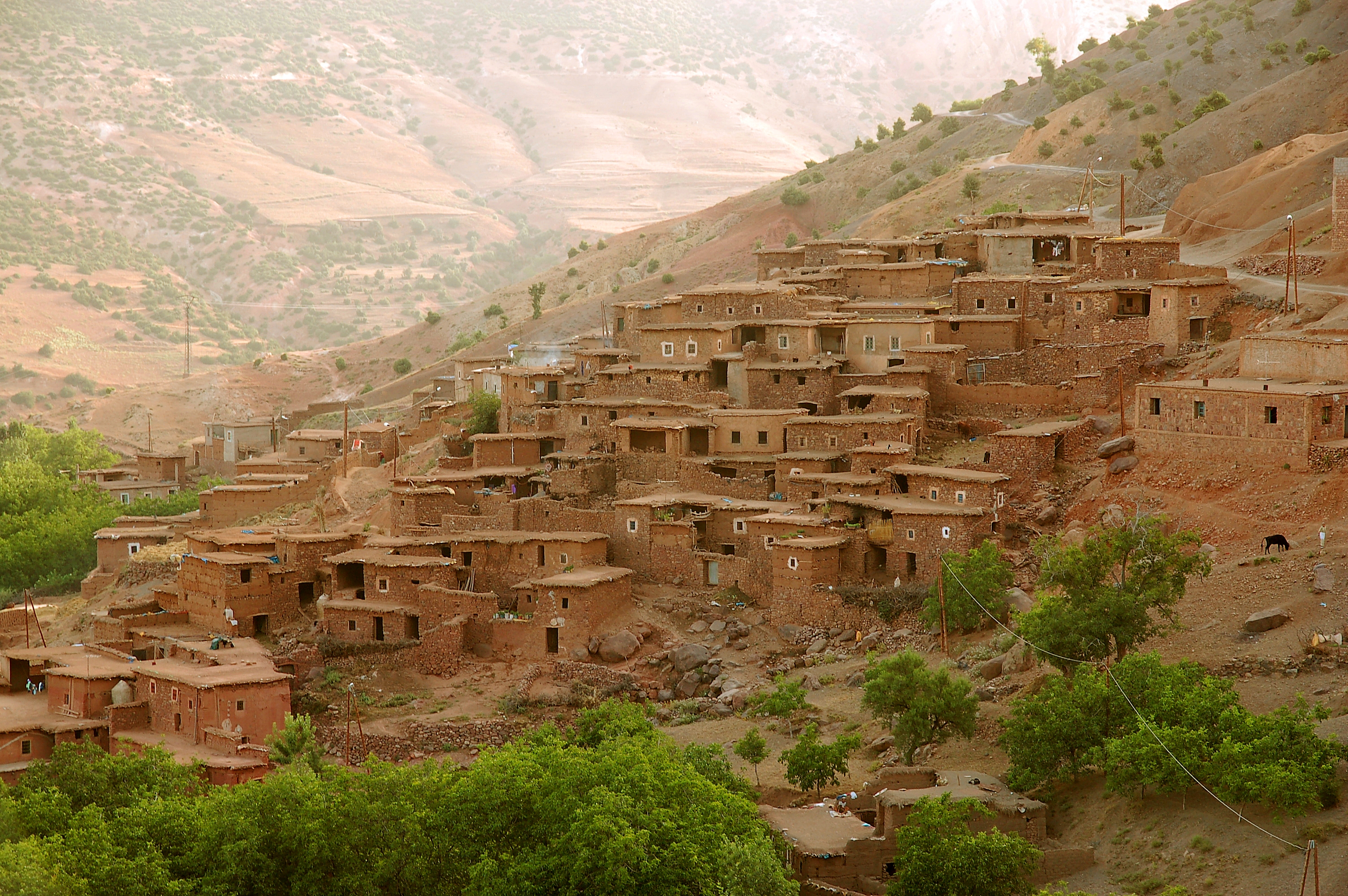
Марокко
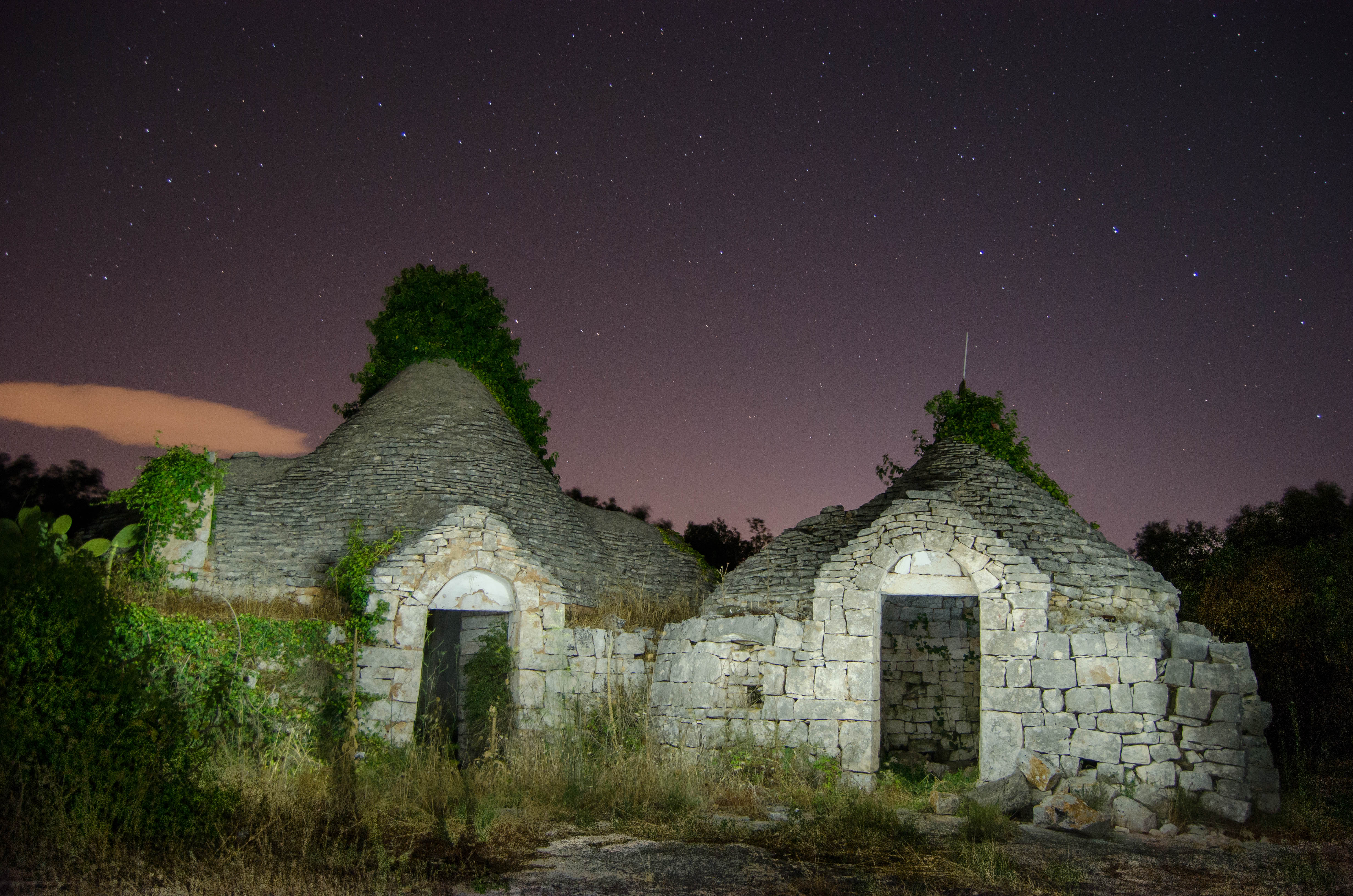
Труллы в Италии
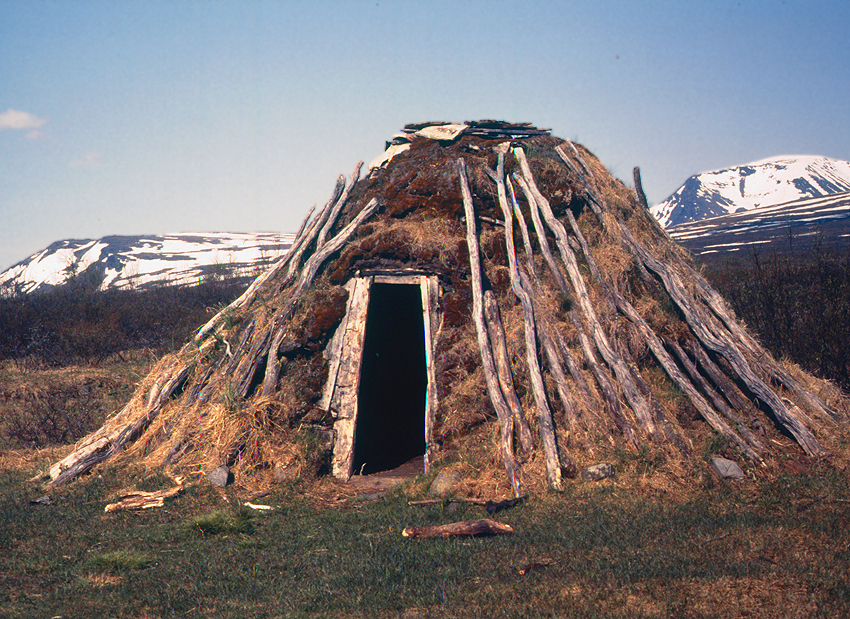
Саамская вежа в национальном парке Сарек
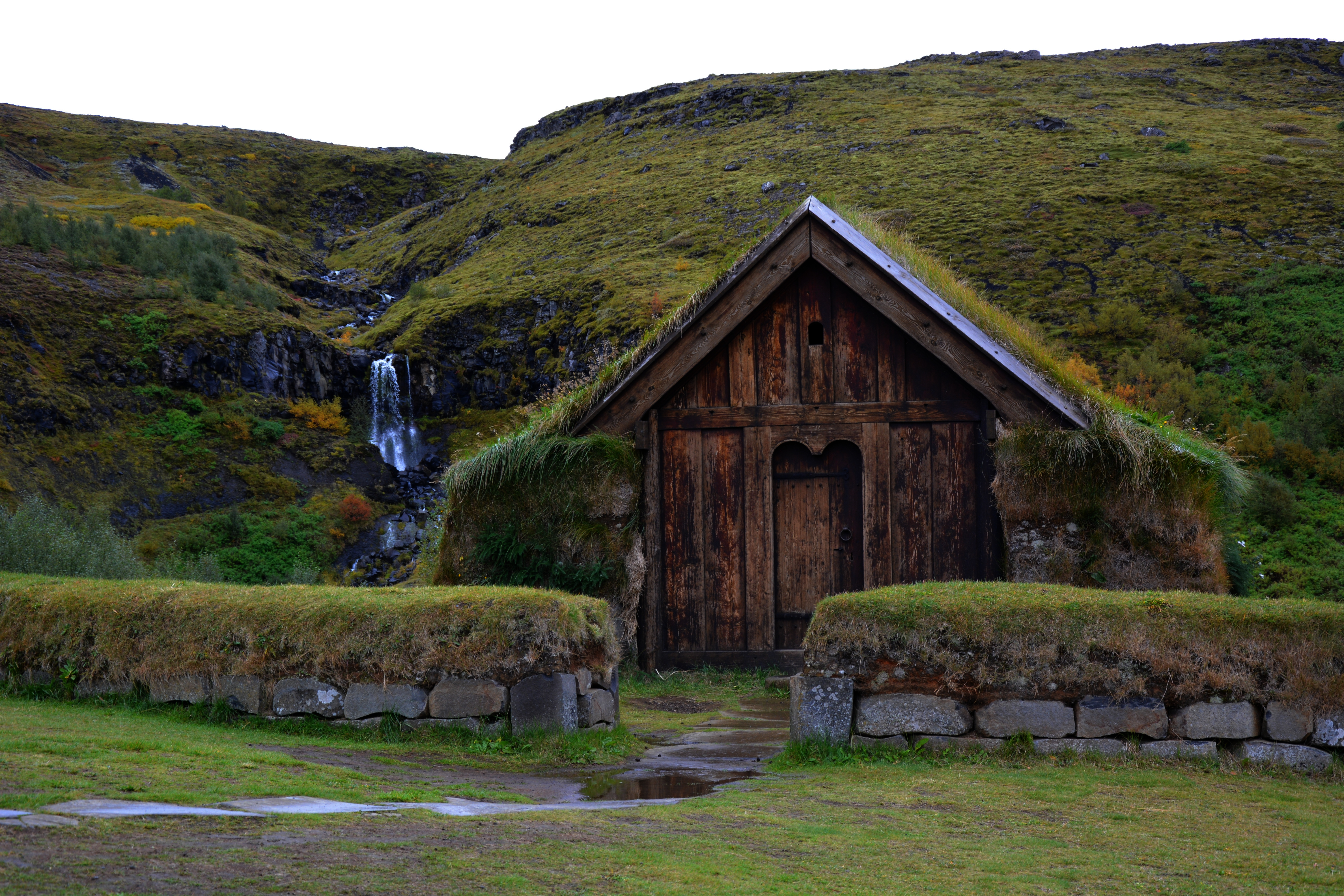
Исландский дерновый дом
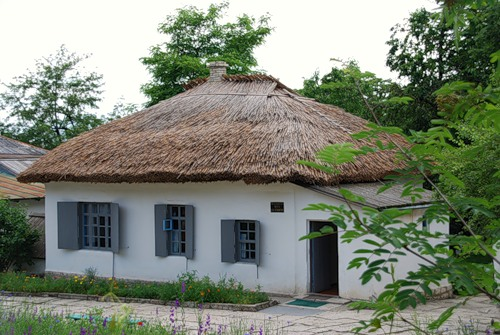
Мазанка с камышовой крышей. Домик Лермонтова, Пятигорск
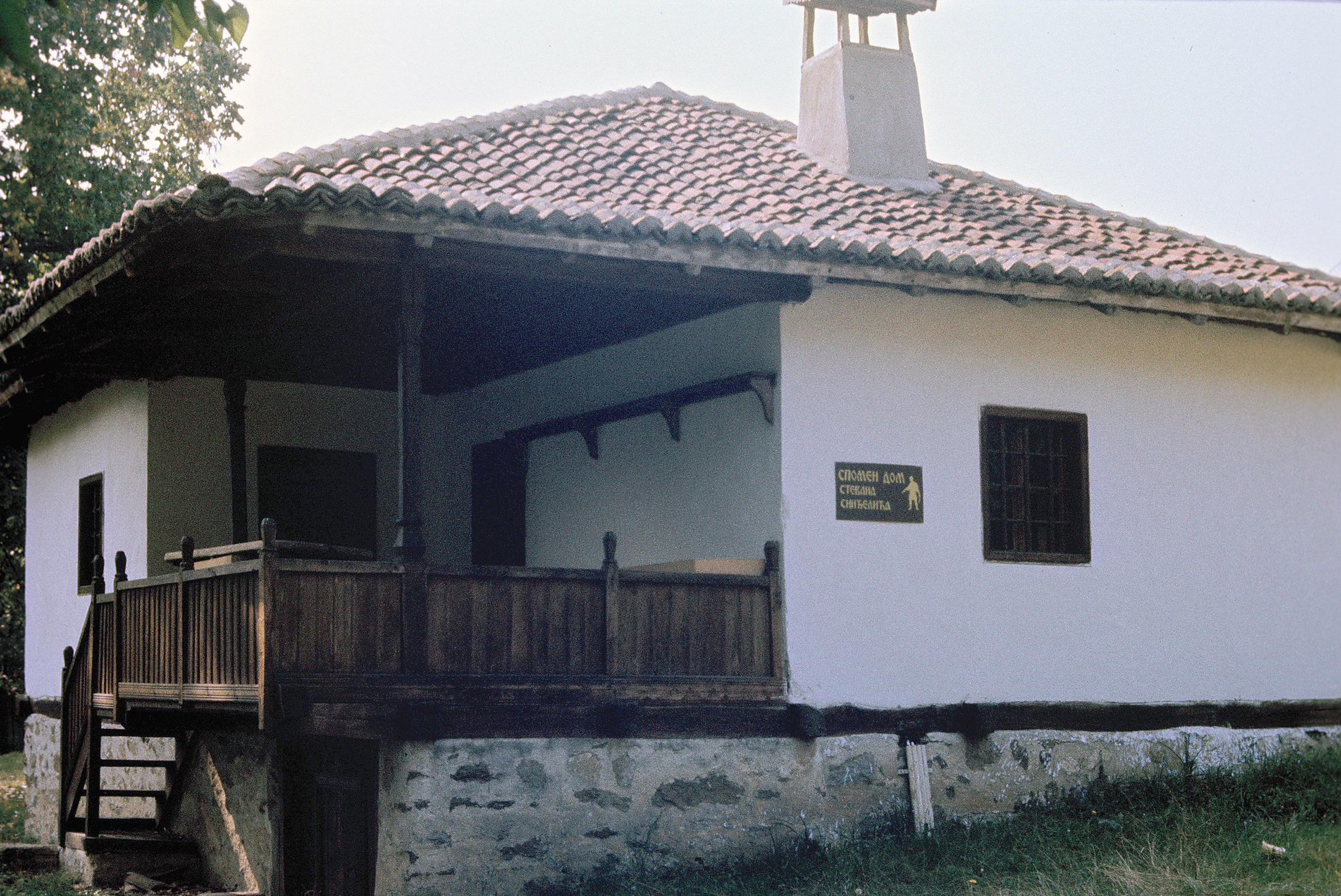
Дом-музей Стефана Синджеича (Сербия)
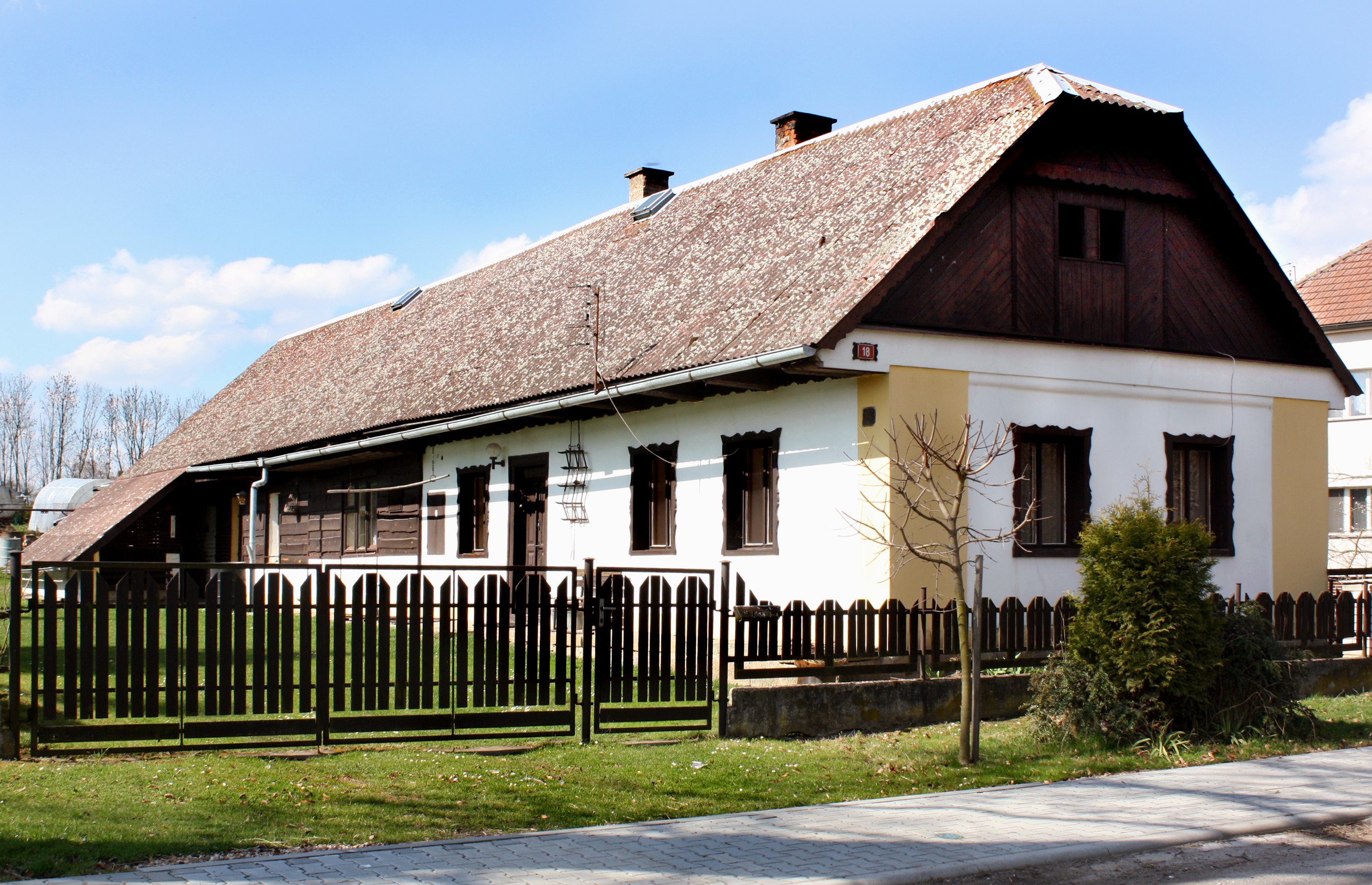
Традиционное жилище в Хроустове (Чехия)
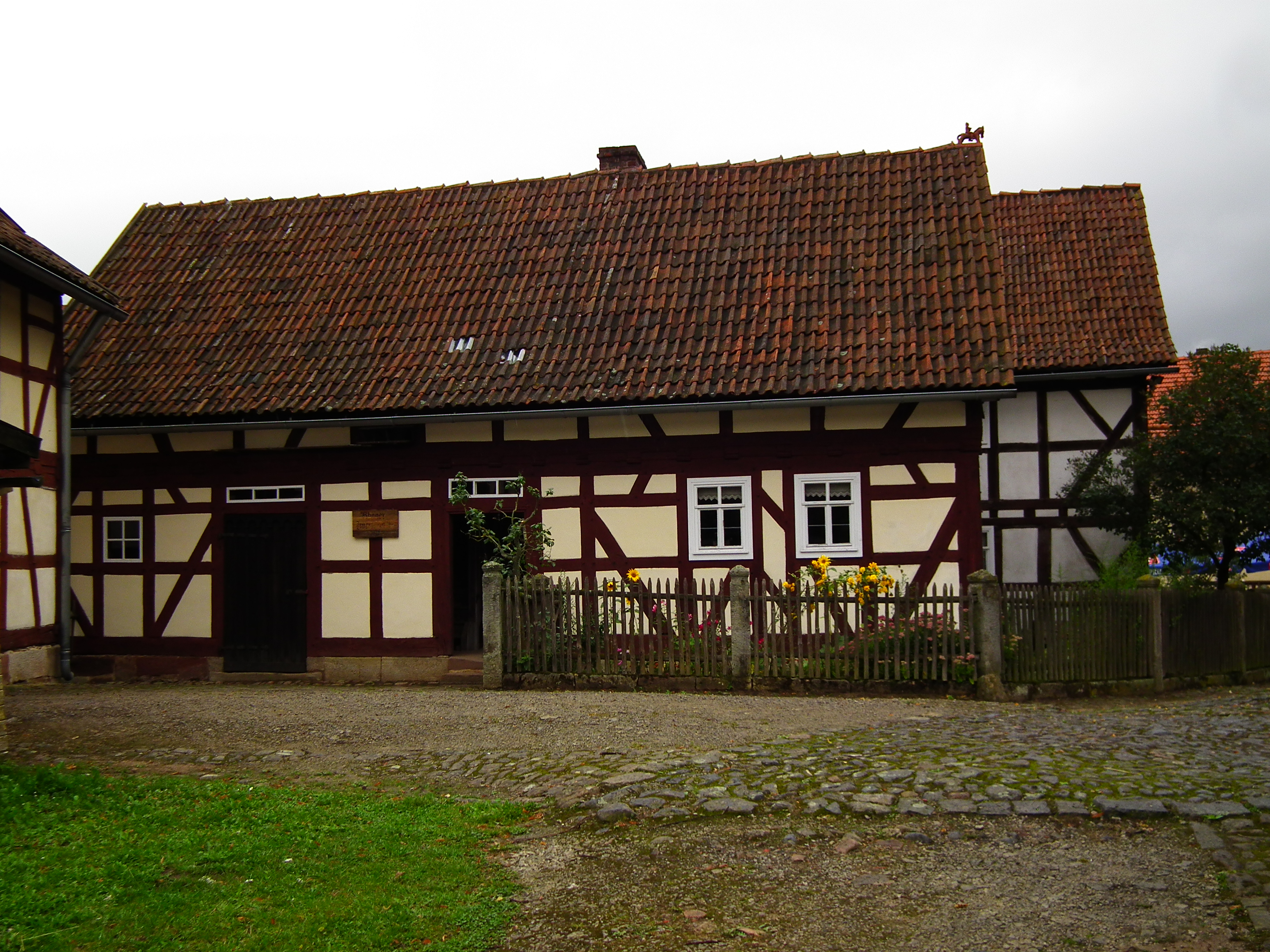
Крестьянский двор в Гессене (Германия)
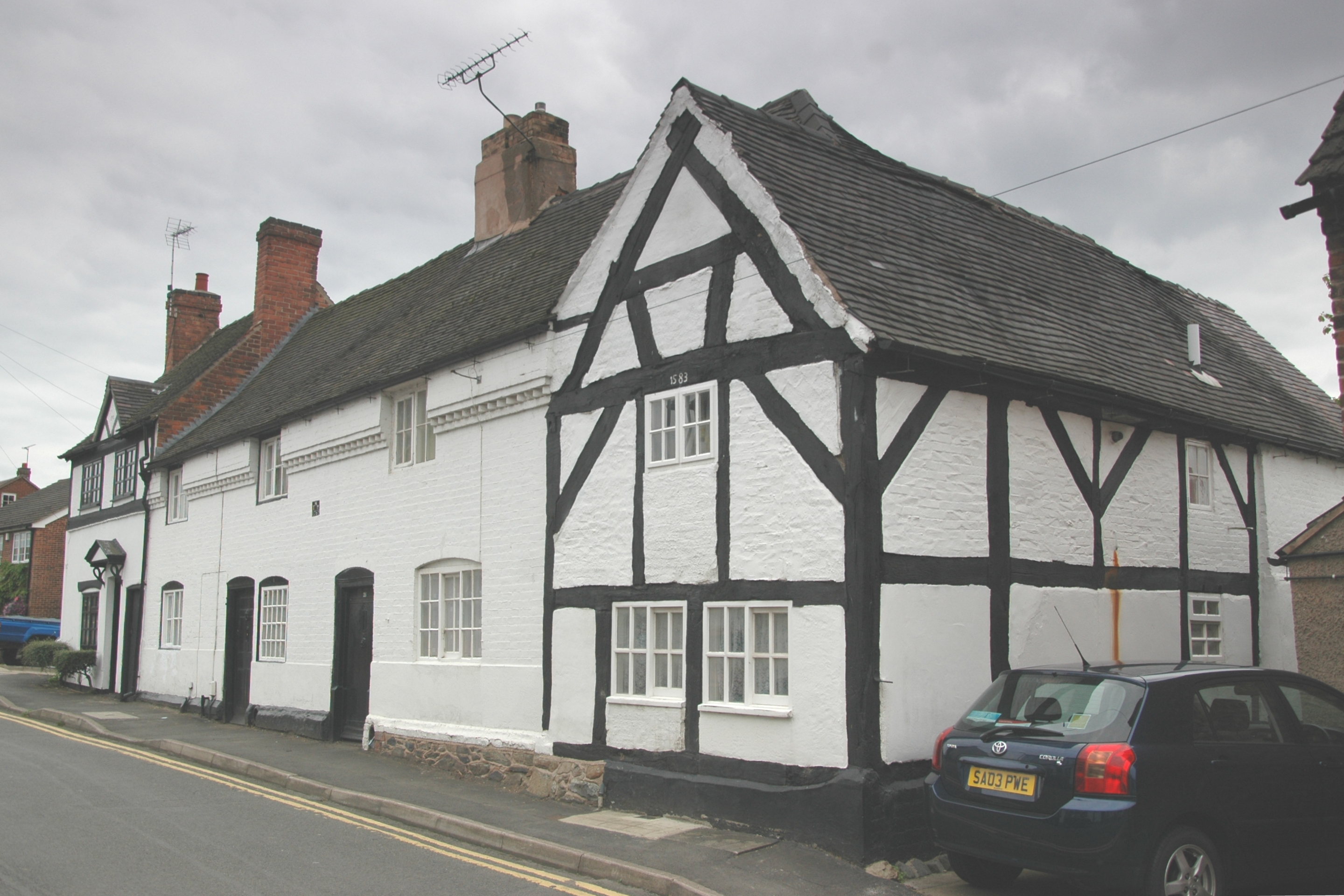
Два коттеджа в дер. Хагглскот (Англия) 1581 (фахверк) и 1761 (кирпич) годов - пример Великой перестройки XVI-XVII вв
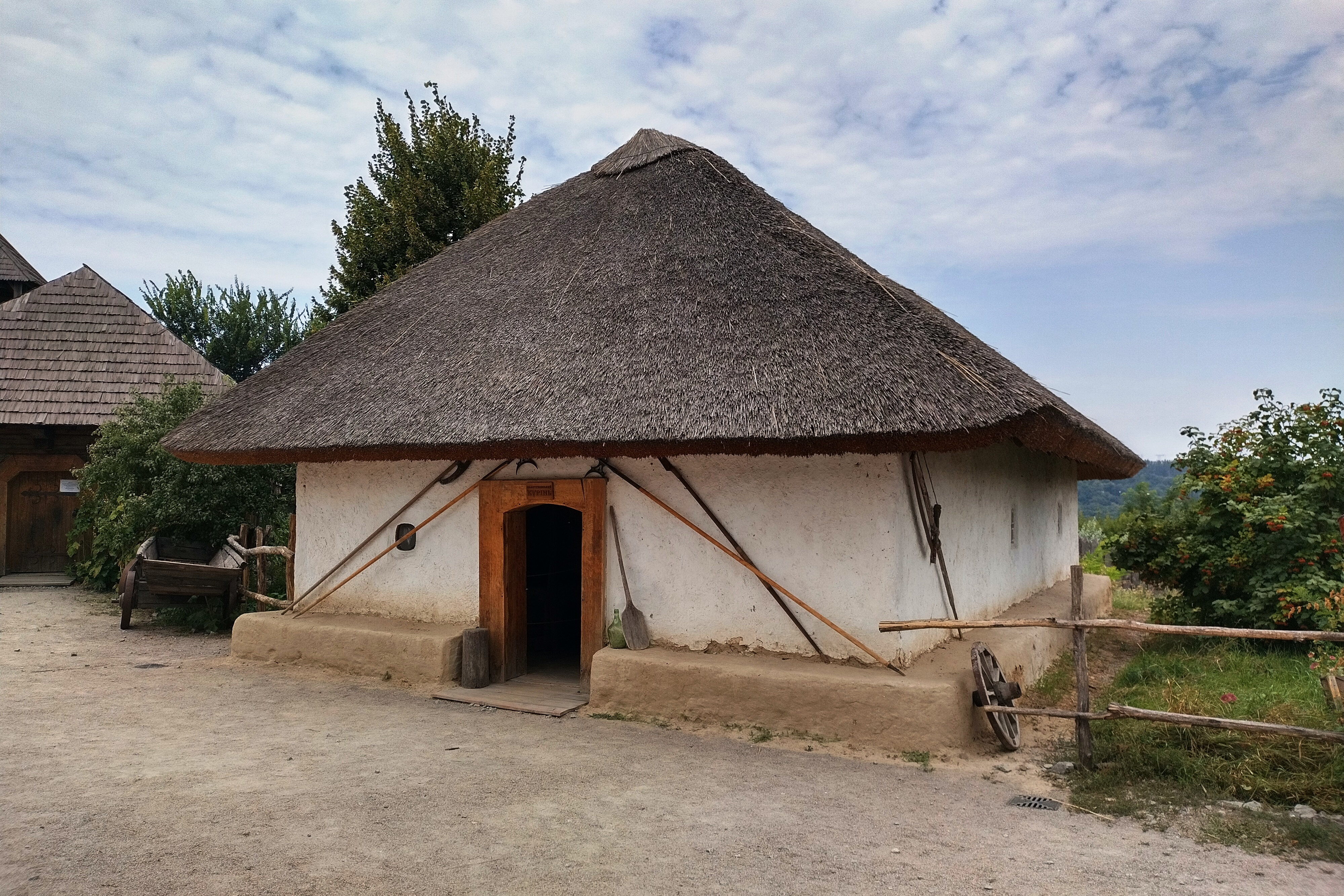
Украинская хата
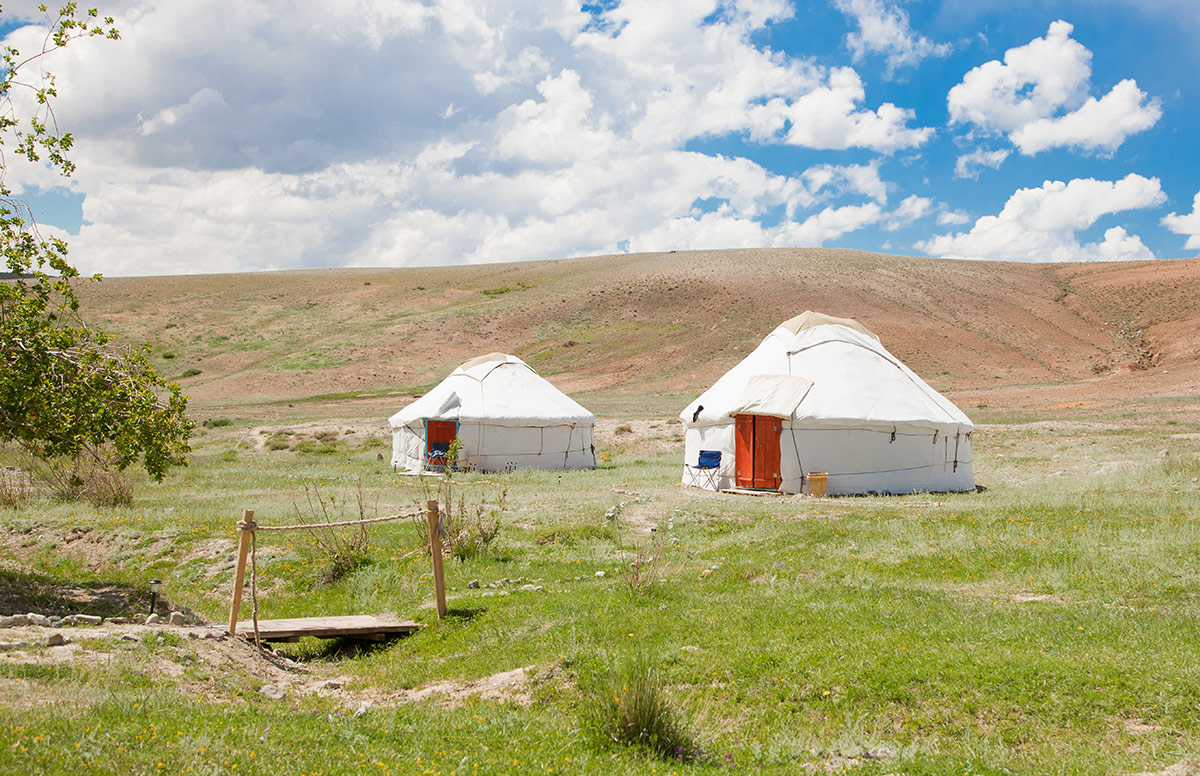
Алтайские юрты
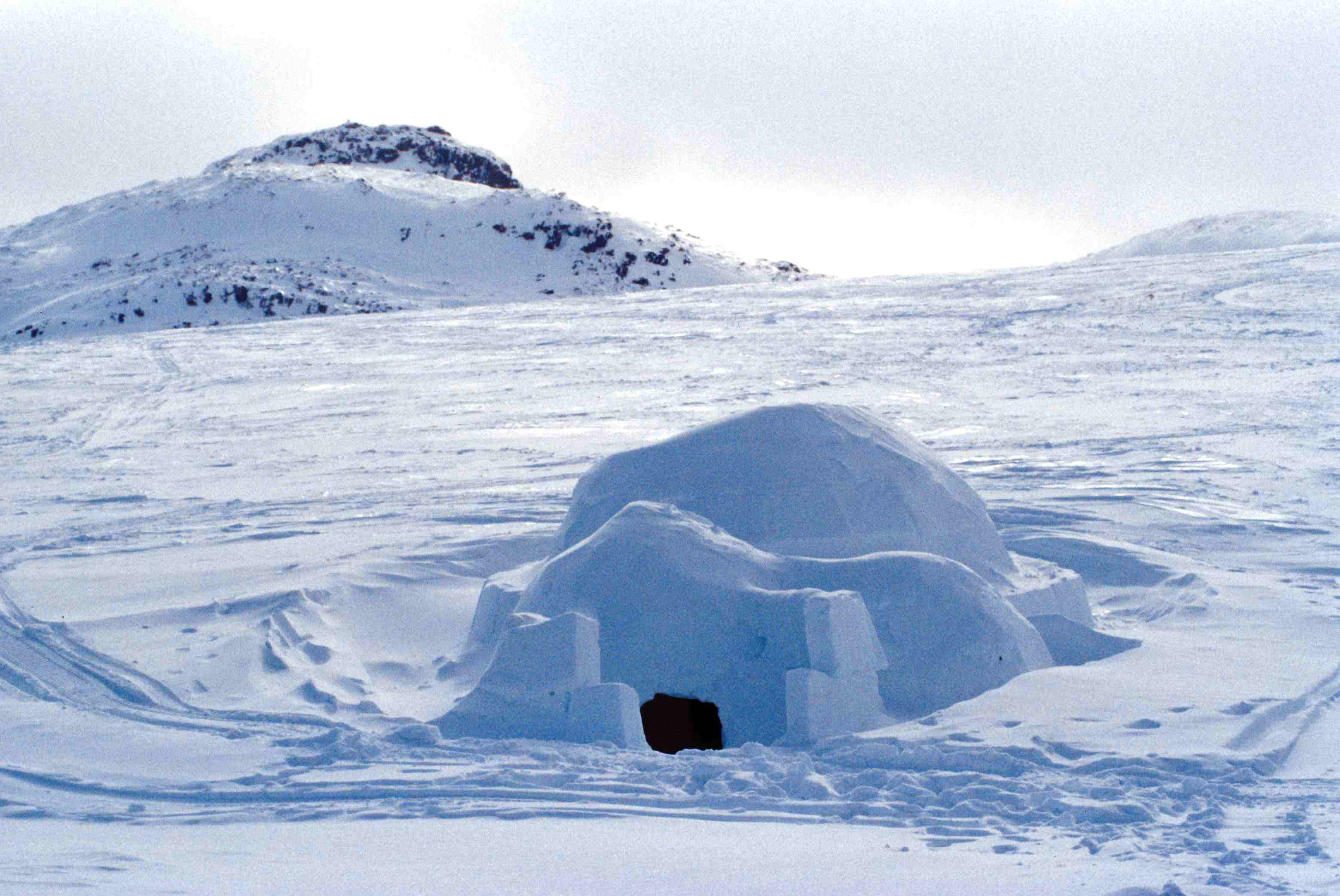
Иглу — эскимосское жилище из льда и снега
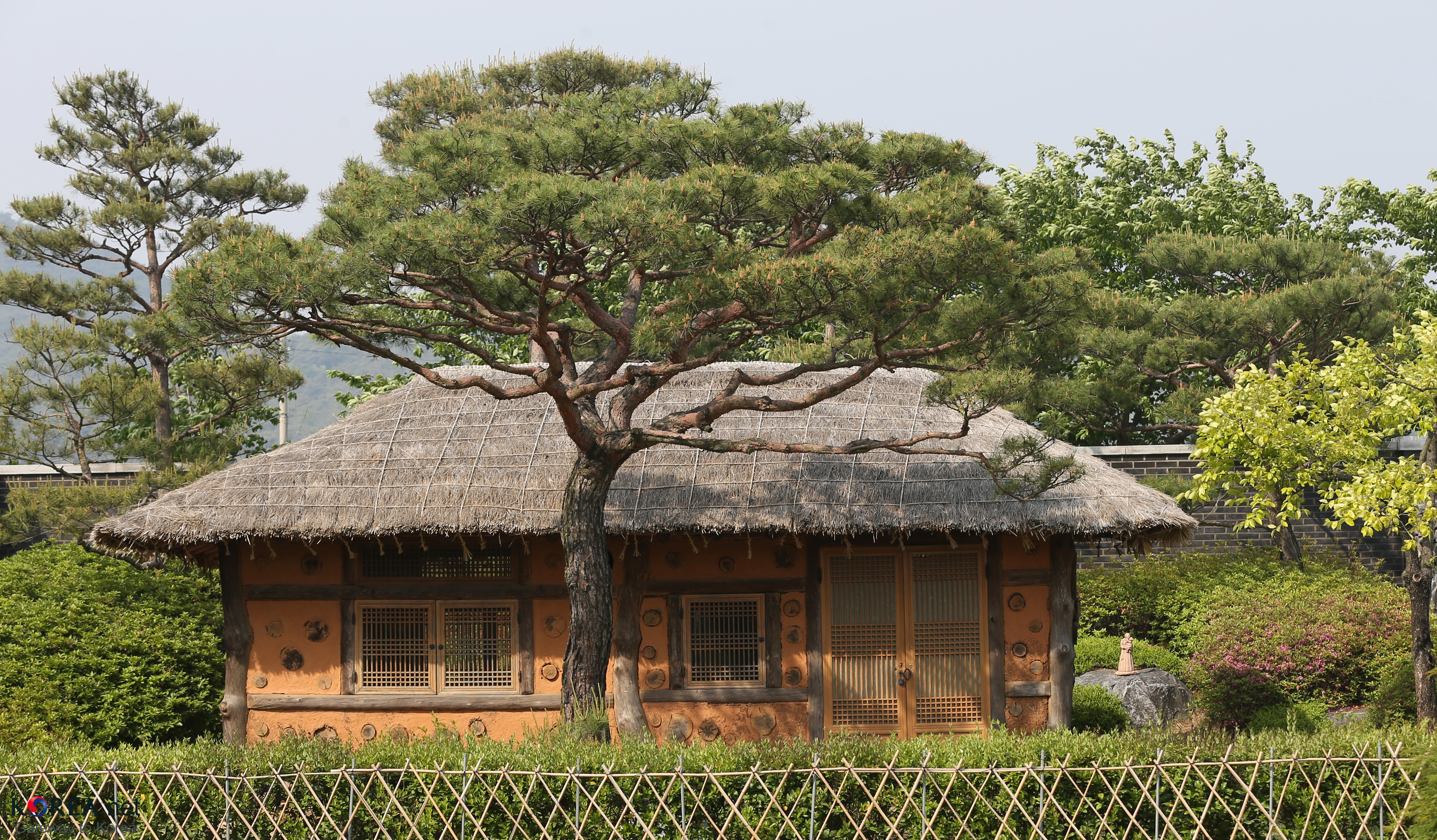
Старинный крестьянский дом в Южной Корее (провинция Чхунчхон-Намдо)
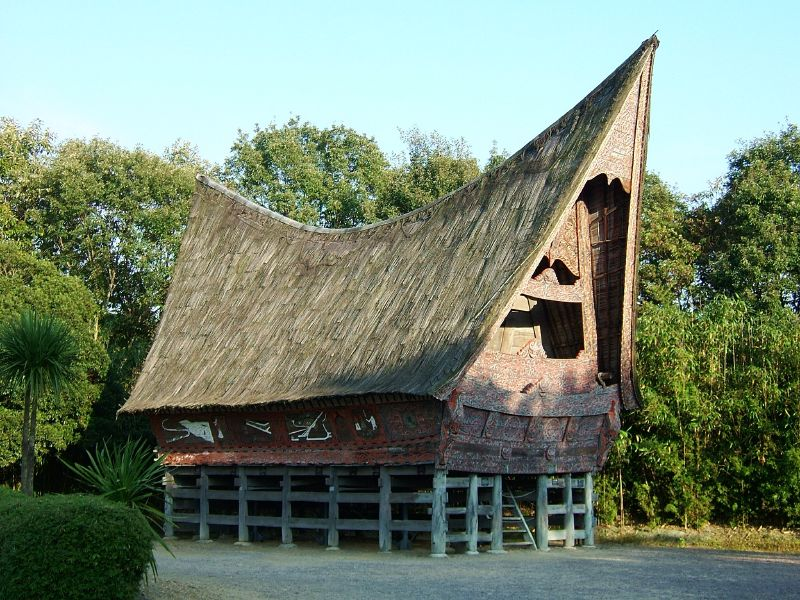
Хижина батаков (Индонезия)
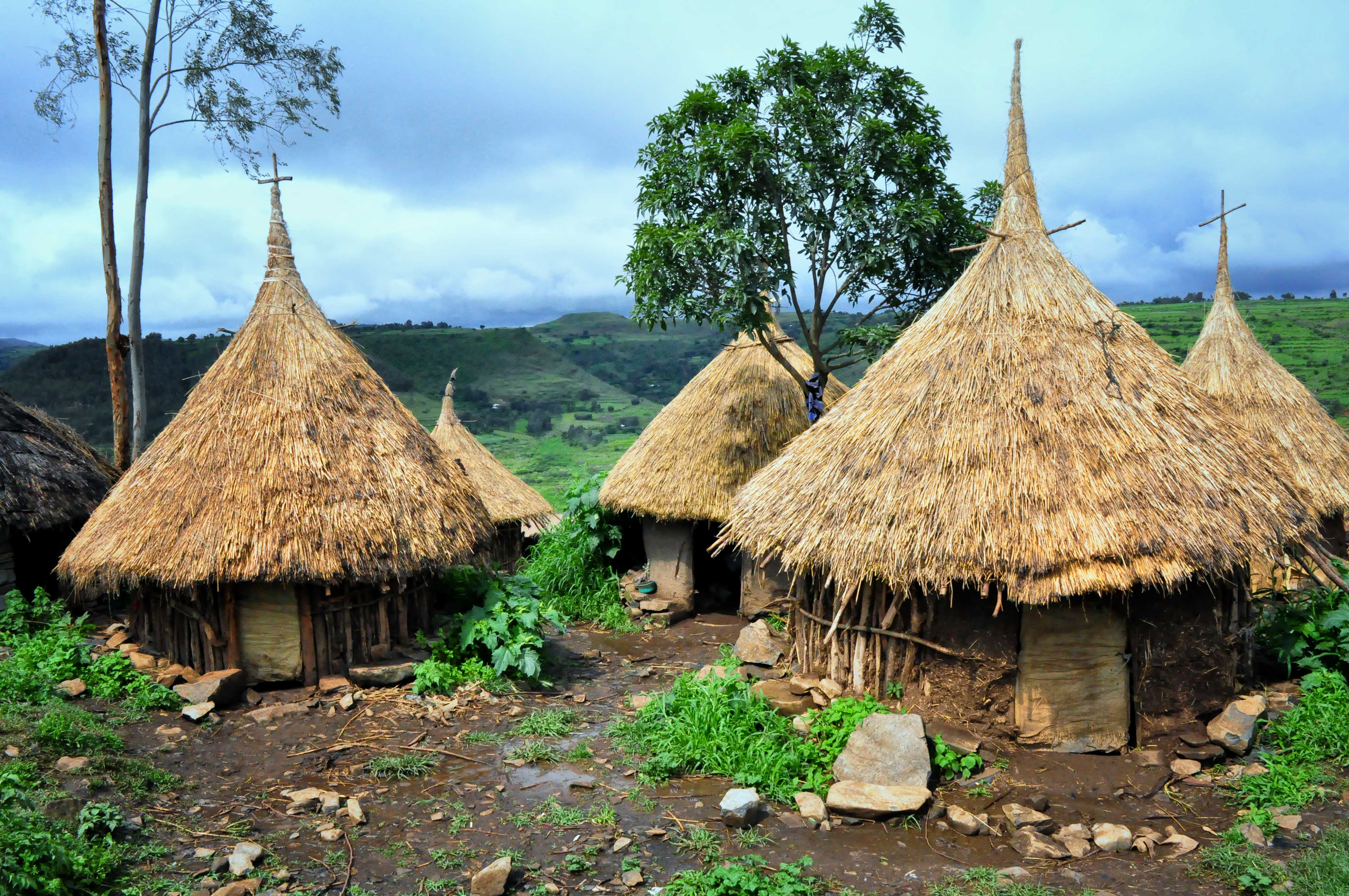
Эфиопия